# Moritz Kirstein
Moritz Kirstein, auch Mauritz Kirstein oder Moses Itzig Kirstein (* 7. September 1830 oder 17. September 1830 in Filehne (siehe Wieleń) oder in Berlin; † 12. Juli 1896 in Berlin), war ein deutscher Mediziner.

## Familie

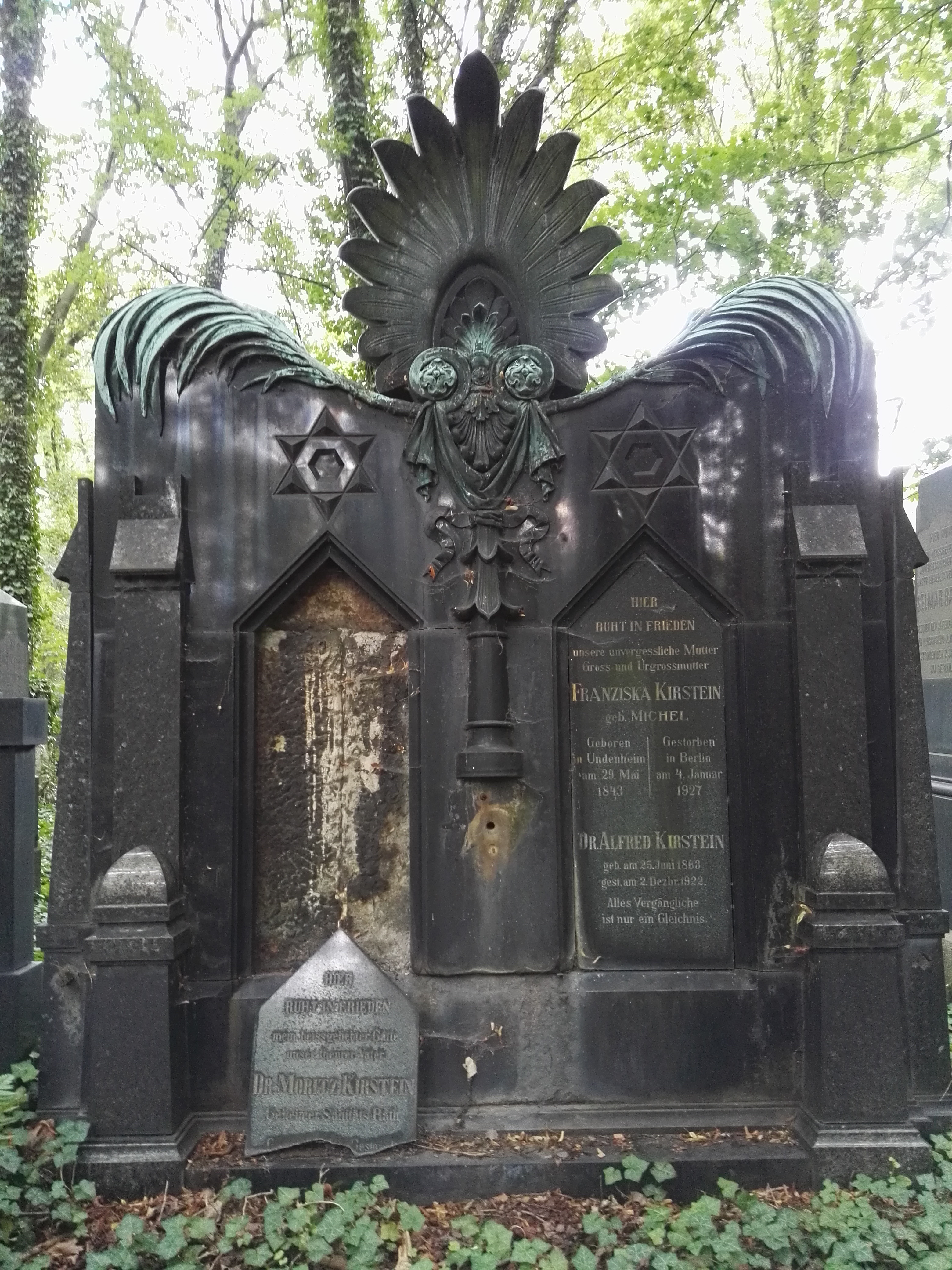
Familiengrab von Moritz Kirstein

Moritz Kirstein war der Sohn von Abraham Salomon Kirstein (1801–1862) und dessen 2. Ehefrau Sara (geborene Bleichrode).
Er war mit Franziska (geborene Michel; * 29. Mai 1843 in Undenheim; † 4. Januar 1927 in Berlin) verheiratet; von ihren Kindern sind namentlich bekannt:
- Alfred Kirstein (* 25. Juni 1863; † 2. Dezember 1922), Mediziner, Pionier und Entwickler des Kehlkopfspiegels[2] sowie Fotograf und Landschaftsmaler[3]
- Gustav Kirstein (* 24. Februar 1870; † 14. Februar 1934), Buchhändler[4].

Moritz Kirstein wurde im Familiengrab auf dem Jüdischen Friedhof Berlin-Weißensee beigesetzt.

## Werdegang
Moritz Kirstein besuchte das Gymnasium zum Grauen Kloster in Berlin. Er begann zunächst ein Rabbinerstudium entschloss sich jedoch Arzt zu werden und immatrikulierte sich Ostern 1850 für das Medizinstudium an der Universität Berlin; 1854 beendete er dieses mit seiner Dissertation De diabete mellito nonnulla und mit der Staatsprüfung. Zur weiteren Ausbildung reiste er darauf nach Prag und Wien, um die dortigen medizinischen Prag-Wiener Schulen (siehe Wiener Medizinische Schule) und deren Vertreter kennenzulernen; hierbei vervollkommnete er sein Wissen über die klinischen Untersuchungsmethoden.
Er besuchte unter anderem im Wiener Allgemeinen Krankenhaus die Wiener Internisten Johann Oppolzer und Josef von Škoda sowie den Hochschullehrer Franz Schuh und den Dermatologen Ferdinand von Hebra.
Ende 1855 ließ er sich in Berlin als Arzt nieder. Er engagierte sich an zahlreichen Initiativen zur Linderung menschlichen Leidens und war unter anderem Kurator des Heims für Bedürftige.
Er wurde unter anderem bekannt, weil er als einer der ersten Praktiker 1860 den Kehlkopfspiegel in der Praxis einsetzte; sein weiteres Interesse galt der Behandlung der oberen Luftwege.

## Ehrungen, Auszeichnungen und Mitgliedschaften
Kirstein gehörte zahlreichen humanitären Instituten als Mitglied an und war in verschiedenen Vorständen vertreten.
- Ernennung zum Geheimen Sanitätsrat
- Mitglied des Rates der Lehranstalt für die Wissenschaft des Judentums in Berlin[8][9]
- Mitglied des Rates der Gesellschaft zur Ausbildung von Krankenschwestern jüdischen Glaubens
- Mitglied der „Idide Ilmim“ oder „Jedide Ilmim“ (Freunde der Taubstummen)
- Mitglied der Gesellschaft „Hachnassath Kallah“ oder „Hachnasat Kalah“ (Unterstützungskasse für Bräute)
- ein Vorsteher der Synagoge Lindenstraße

## Schriften (Auswahl)
- De diabete mellito nonnulla. Berlin, 1854.